# 稟議書

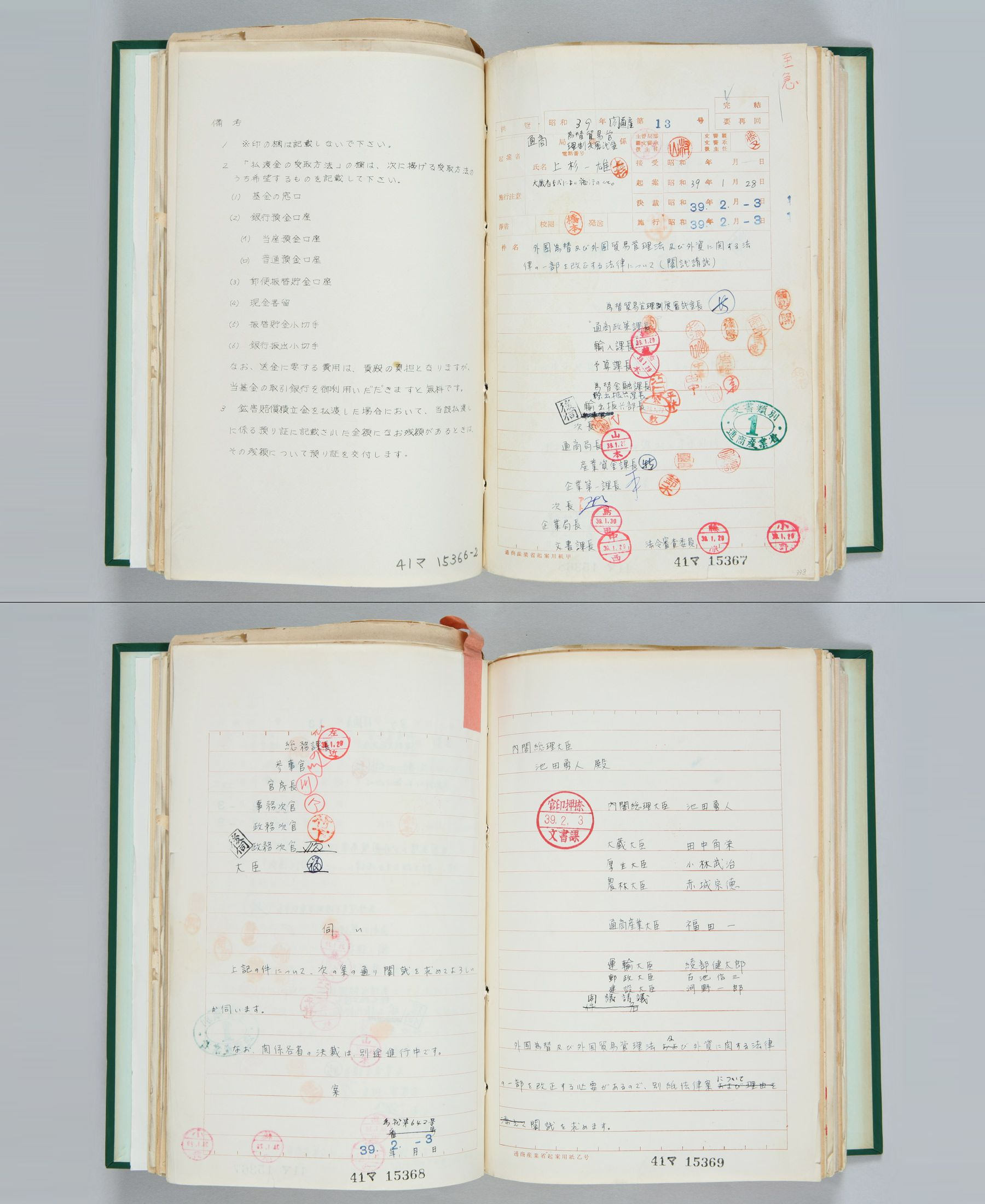
通商産業省で作成された稟議書（起案書）。最終的な決裁者である大臣に至るまで、多くの者が承認の印を押している。

稟議書（りんぎしょ）とは、稟議のために作られる文書のことである。
なお、官庁では起案書ということが多く、企業では稟議書のほか、起案書、立案書などということもある。

## 概要
稟議書は、稟議を行うための文書である。稟議とは、会社・官庁などの組織において、会議の開催により消費する時間を減らすため、担当者が簡易案件を作成して関係者に回し、それぞれに同意のための捺印と承認を求めることをいう。
原則として、組織の活動における意思決定は会議による合議制で行われる。例えば、会社の業務執行の決定などを行う取締役会は、会社の役員自身が行わなければならず、持ち回り決議は例外的に許されるのみである。しかし、会議は時間と経費を必要とするため、日常的な業務に関する意思決定や簡易な決裁は、決裁権者を定めて一任することも多い。ただ、最終的な決裁権者にすべての判断が求められると、個々の案件についての考慮・審査がおろそかになるおそれがある。また、決裁前に、決定内容に関係する者が承認していれば、決定後の業務執行も円滑に行われる。そこで、決裁権者が決裁する前に、多数の関係者を関与させ、より慎重に幅広く考慮・審査する仕組みが、稟議である。
また、組織において形成された意思の内容および意思の形成過程は、文書の形で記録に残すことが望ましい。これは、業務遂行上の便宜のみならず、後に第三者から見て監査・調査することを容易にするためでもある。会議によって組織の意思決定を行った場合には、会議の結果として決定された事項について、会議録または決定の要点を摘示した文書が作成され、記録に残される。これに対して、稟議によって意思決定する場合には、まず担当者が最終的に決定される意思内容を示した文書を作成し、この文書を関係者が回覧して、承認したことを示すサイン・印を記した稟議書を作成する。最終的な決裁権者は、関係者が決定内容を承認していることを確認して決裁し、組織としての最終的な意思決定が行われる。
このように、稟議および稟議書は、比較的大規模な組織の意思決定に用いられる方法である。

## 書式
稟議書の書式は、組織により異なる。各組織の内部文書とされることが多いため、書式は各組織ごとに、独自に定められている。下記に一例を挙げる。
（題名）業務用自動車の購入について

（本文）標記の件、下記の通り自動車を購入したくお伺いいたします。

記

1. 理由　　配送用自動車が老朽化しており、買い替えの必要が生じたため。
2. 価格　　＊＊＊円

以下、購入先の業者名、予算は＊＊円計上してあったが、実績（実際の額）は＊＊円で差額が＊＊円、といった内容を記載し、見積書を添付する。
また、上記のような物品購入の場合、ある一定の基準額があり、それを超える場合に稟議書を書く企業が多いようである。
また、人事異動・昇進、契約の締結など、組織の決裁を仰ぐあらゆる事柄に稟議書が使われる。
まず、稟議を起案する本人、そしてその上席の上司、最終的には決裁権を持つ者の印鑑（またはサイン）をもらうことによって決裁とするのである。決裁権者は概ね金額によって決まる。例えば＊＊万円以上の契約の場合は社長の決裁が必要、といった具合に社内で基準をつくっている。

## 稟議書の保管・管理
稟議および稟議書は企業や組織の内部文書として、総務部等の部署が保管・管理する事が多い。
日本では一般的な稟議書については法律で文書保存期間は定められていないため、各組織は内部規程等で自ら保存期間を決定している。

## 稟議書の監査
内部統制の評価手続や業務監査において、稟議書が監査対象となることがある。決裁権限規定に照らして適切な決裁権限者による決裁が行われているか、稟議内容が適切に文書化されているか、適切に整理・保管されているかなどが検討される。
また、会計監査や税務調査においても、会計処理や税務処理の前提となる事実（意思決定の経緯、取引の目的・内容など）を把握するため稟議書が閲覧されることもある。